# 東伍德賽德 (特拉華州)
東伍德賽德（英語：Woodside East）是位於美國特拉華州肯特縣的一個人口普查指定地區。

## 地理
東伍德賽德的座標為39°04′03″N 75°32′15″W / 39.06750°N 75.53750°W，而該地最高點為海拔高度14米（即46英尺）。

## 人口
根據2010年美國人口普查的數據，東伍德賽德的面積為4.40平方千米，當中陸地面積為4.40平方千米，而水域面積為0.00平方千米。當地共有人口2316人，而人口密度為每平方千米526人。